# 筒距兰
筒距兰（学名：Tipularia szechuanica）为兰科筒距兰属下的一个种。